# みすゞこれくしょん
みすゞこれくしょん（みすずこれくしょん）とは、日本の童謡詩人・金子みすゞの詩の世界をイメージし描かれたキャラクターである。
2003年、金子の生誕100周年を記念し、金子の出身地である山口県より、金子のファンのためにと地元の企業の手によりキャラクターグッズとして商品化された。キャラクターは、有限会社トリニティ（2007年、株式会社に組織変更された）により企画・デザインされた。
2007年にはニューラインとして「みすゞろまんシリーズ」が誕生した。

## キャラクター紹介
主人公キャラクター・みすゞちゃんは、金子みすゞ本人というよりは、彼女の詩の世界の登場人物とされている。その仲間たちは、金子の詩の中に出てくる動物をモチーフとしたものもある。
みすゞちゃん
本を読むことと詩を書くのが大好きな女の子。いつもみんなをやさしく見守っています。
たまにゃん
三毛猫。自由気ままな日々を過ごす、みすゞちゃんとは小さい頃から一緒で、大の仲良し。
ぽちわん
柴犬。いつも元気な行動派。世話好きで真面目な、みんなのリーダー役として信頼されている。
けろん
カエル。おしゃべりで心配性なところがたまにキズ。だけどいないと寂しい不思議な存在。
くじらん
クジラ。のんびりゆったり空を漂うくじらんは、大きな心でみんなの話を聞く相談役です。
ぴよよん
小鳥。やさしい桜ぴよ、泣き虫の青ぴよ、癒し系の若葉ぴよ、元気な蜜柑ぴよはいつも一緒です。

## キャラクター商品
金の星社より絵本シリーズ「金子みすゞ 詩の絵本」が5冊出版されている。同社へは、金子本人が生前詩を投稿していた。
また、TRY-Xより毎年カレンダーが発売されており、書店やインターネットなどでも購入できる。JA山口からもノベルティとしてカレンダーが発売された。
その他、ステーショナリー、雑貨など様々な種類のものが山口県内を中心に販売されている。